# 牛津大学彭布罗克学院
彭布罗克学院（英語：Pembroke College）是牛津大学的一个学院，位于英国牛津的彭布罗克广场，由国王詹姆士六世及一世在1624年建立, 用了部分名为托马斯·特斯代尔的商人的捐赠。彭布罗克学院是用第三代彭布罗克伯爵威廉·赫伯特的名字命名，之后他出任过宮務大臣和牛津大学校长。
2009年，彭布罗克学院获捐赠4490万英镑。
到2011年，彭布罗克学院有大约556亿英镑的捐赠值得一提的是，彭布罗克学院的JCR(本科生组织) 是在牛津大学里最有钱的。彭布罗克学院教授牛津大学的几乎所有的课程。